# 米田やすみ
米田 やすみ（よねだ やすみ、本名：米田 寧瑞〈読み同じ〉、1975年〈昭和50年〉1月23日 - ）は、ホリプロ所属の女性フリーアナウンサー。フィギュアスケートの選手でもある。

## 来歴・人物
東京都渋谷区出身。東京女子体育大学体育学部卒業。
フィギュアスケートを8歳から社会人1年目まで続けた。稲田悦子から指導を受け、国体に出場した。
1997年に山形テレビ（テレビ朝日系列）入社。2001年にセント・フォースへ移籍。その後、『TXNニュースアイ』（テレビ東京）、『ウォッチ!』（TBS）のリポーターを務めた。2005年3月28日からは『ウォッチ!』の後続番組『みのもんたの朝ズバッ!』の取材キャスター（リポーター）を担当。同番組が終了した直後の2014年4月、ホリプロへ移籍。
本名をひらがなにした“やすみ”という芸名は、山形テレビ時代から使用している。
2008年4月1日、フリーディレクターと結婚。

## 出演

### 山形テレビ時代
- スーパーJチャンネルYTSゴジダス[1]
- 八波一起のTVイーハトーブ（ANN東北ブロックネット） - 山形担当リポーター[1]、「寧瑞」表記での出演もあり

### フリーランス（現在を含む）時代
- TXNニュースアイ（テレビ東京）
- ウォッチ!（TBS）
- みのもんたの朝ズバッ!（TBS） - 2013年4月以降の番組末期は中継レポート限定で不定期での出演となっていた
- いっぷく!（TBS） - 2014年10月より出演。木曜日のコーナー担当
- スーパーJチャンネル（テレビ朝日） - リポーターとして出演中。不定期